# 林崧
林崧（1905年—1999年），字肩宇，原名启森，男，福建仙游人，中国妇产科病理学家，曾任天津市立妇幼保健院院长，第五、七、六届全国政协委员。